# Museo nazionale di archeologia della Valletta

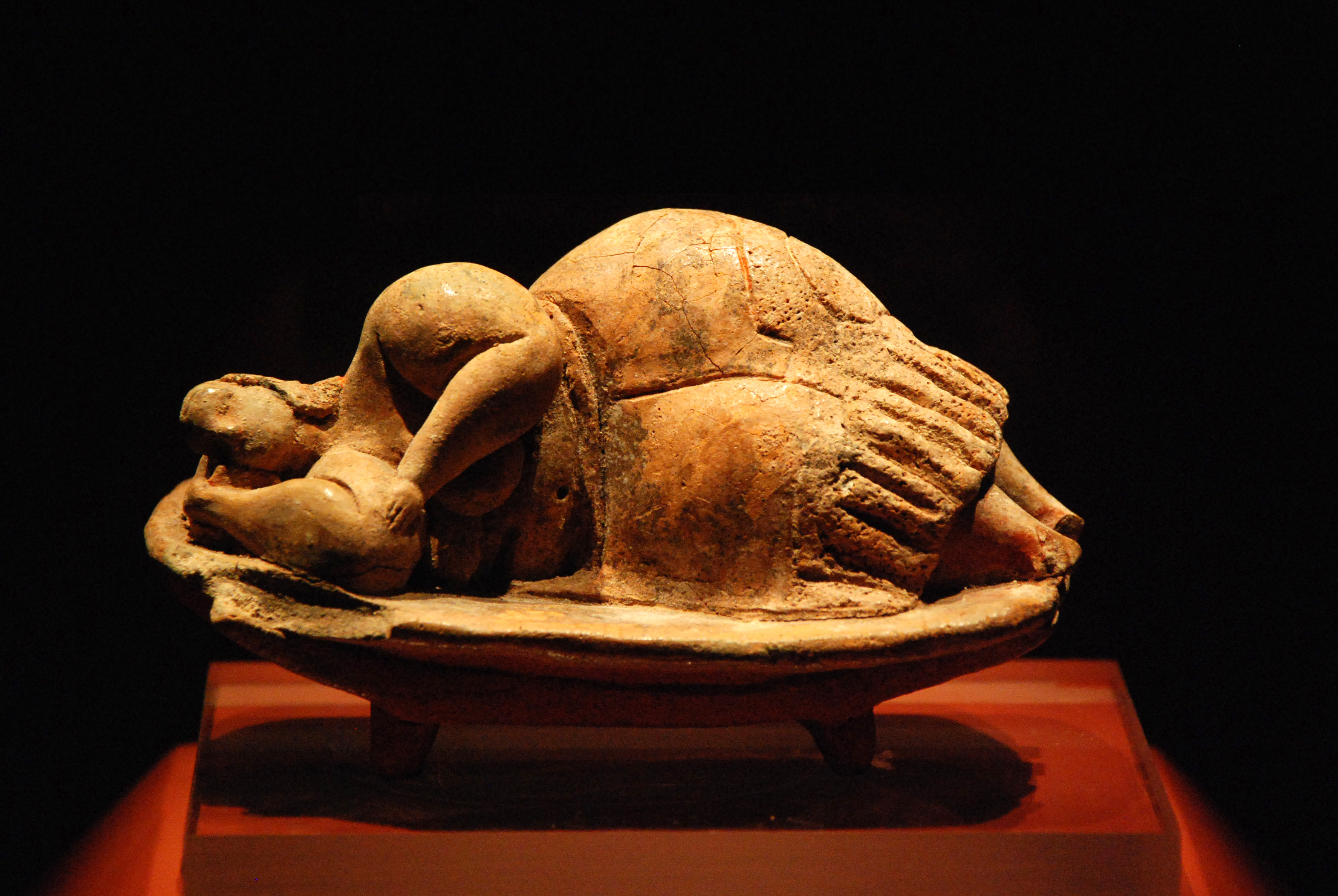
Il reperto originale della Dormiente, scoperto all'ipogeo di Ħal-Saflieni, esposto al museo

Il Museo Nazionale d'Archeologia è un museo maltese di reperti preistorici, situato nella capitale dell'isola, La Valletta. Esso è sotto la soprintendenza dell'Heritage Malta.

## Storia
L'Auberge de Provence è stato adoperato come Museo Nazionale nel 1958 da Agatha Barbara, all'epoca Ministro dell'Istruzione maltese. Originariamente il piano terra del museo era destinato ai reperti archeologici, mentre il primo piano era dedicato alle arti figurative. Il primo curatore fu il Capitano Charles G. Zammit, figlio dell'archeologo maltese Themistocles Zammit.
Nel 1974 la collezione delle arti figurative è stata trasferita al Museo Nazionale delle Belle Arti, stabilito nella Casa dell'Ammiragliato, anch'esso situato nella capitale; pertanto il Museo Nazionale fu rinominato Museo Nazionale d'Archeologia.
Nel 1998 il museo è stato ristrutturato e migliorato. I reperti sono stati posti in vetrine a temperatura controllata in modo che la mostra sia conforme alle correnti norme di conservazione.

## Descrizione
L'Auberge de Provence è un edificio barocco situato lungo la Republic Street costruito per i Cavalieri Ospitalieri nel 1571 su progetto dell'architetto maltese Girolamo Cassaro, che diresse anche la costruzione dei più importanti edifici della città. La facciata dell'edificio presenta un'impronta manierista, tipica dello stile di Cassaro.
Il Salone Grande al primo piano è la stanza più ricca dell'edificio. I Cavalieri utilizzavano il complesso per questioni d'affari, ma anche come refettorio e sala banchetti, dove sedevano intorno a grandi tavoli secondo il rango.

## Collezione
Il piano terra del museo esibisce reperti preistorici provenienti dalle isole maltesi, risalenti a una fascia temporale tra il periodo Għar Dalam (5200 a.C.), in cui ci furono i primi insediamenti umani sull'isola, e il periodo Tarxien (2500 a.C.).

### Sala del Neolitico Antico (5200-3800 a.C.)

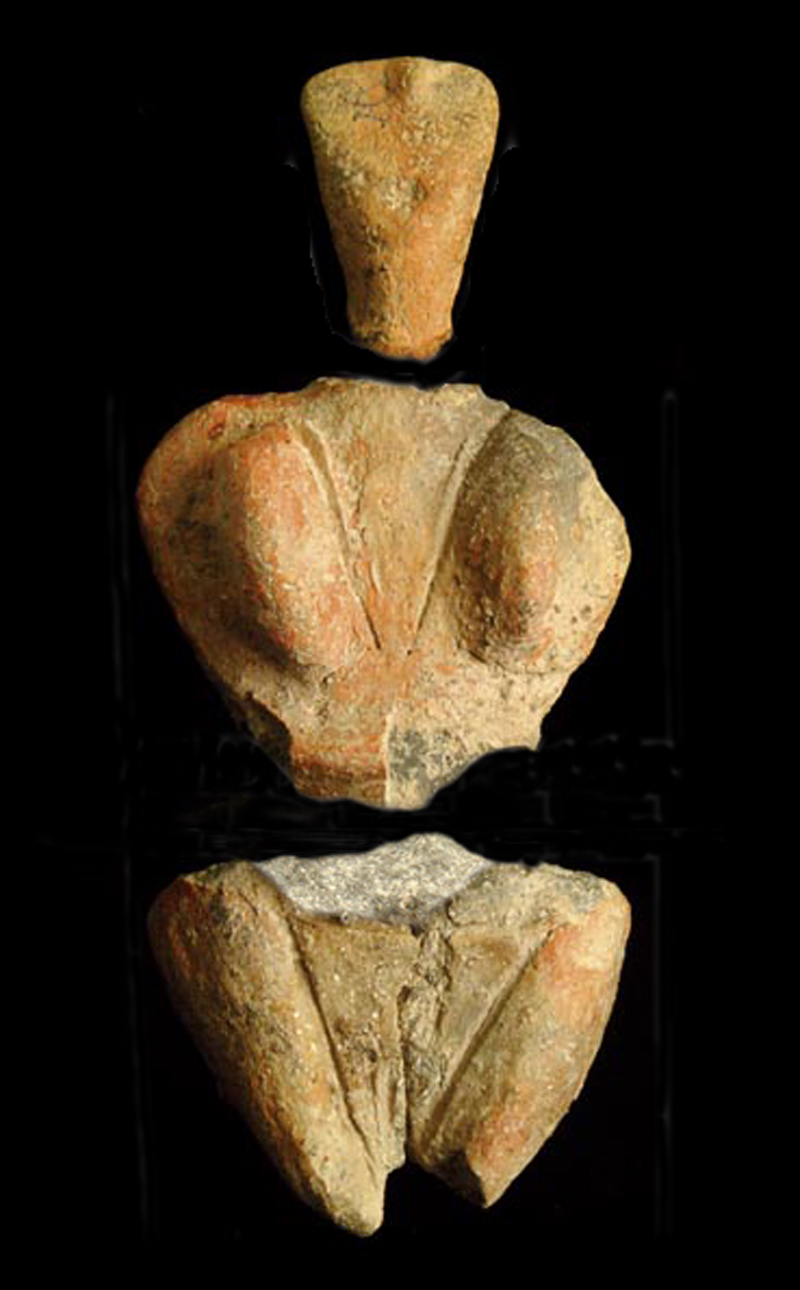
Una statuetta del periodo Red Skorba, in mostra al museo

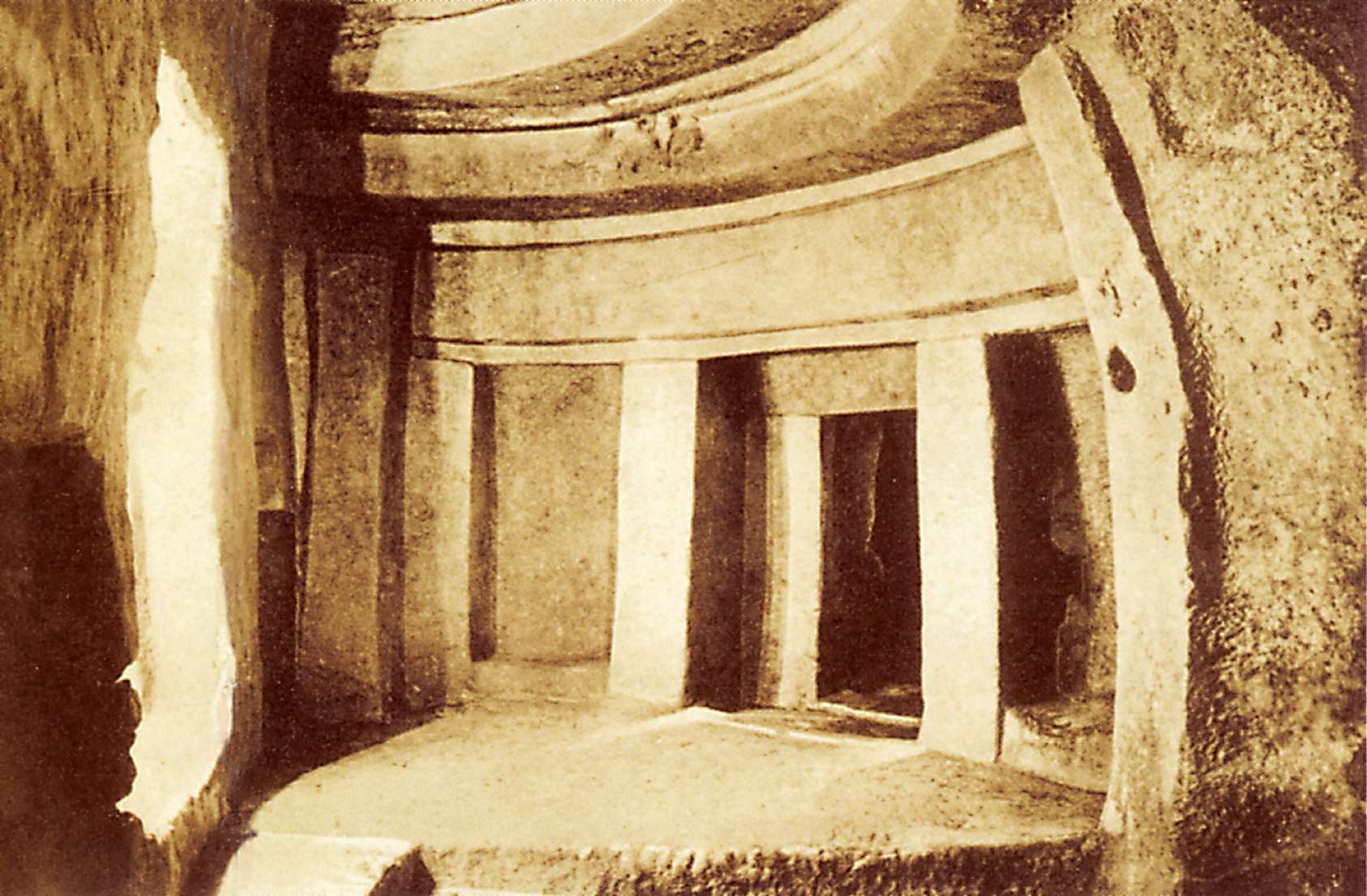
L'ipogeo di Ħal-Saflieni

Questa sala espone manufatti neolitici, tra cui ceramiche decorate dai periodi Għar Dalam, Grey Skorba, Red Skorba e Żebbuġ.
Di particolare pregio sono le statuette del periodo Red Skorba, considerate le prime rappresentazioni locali della figura umana e le predecessore delle statue dei periodi successivi.
La mostra comprende anche una ricostruzione degli ipogei caratteristici del Neolitico Antico maltese. Gli ipogei raggiunsero il loro apice in sepolture come l'ipogeo di Ħal-Saflieni e il Cerchio di pietre di Xagħra; sono esposte, inoltre, delle fotografie di entrambi i siti.

### Sale dell'epoca dei templi (3800-2500 a.C.)

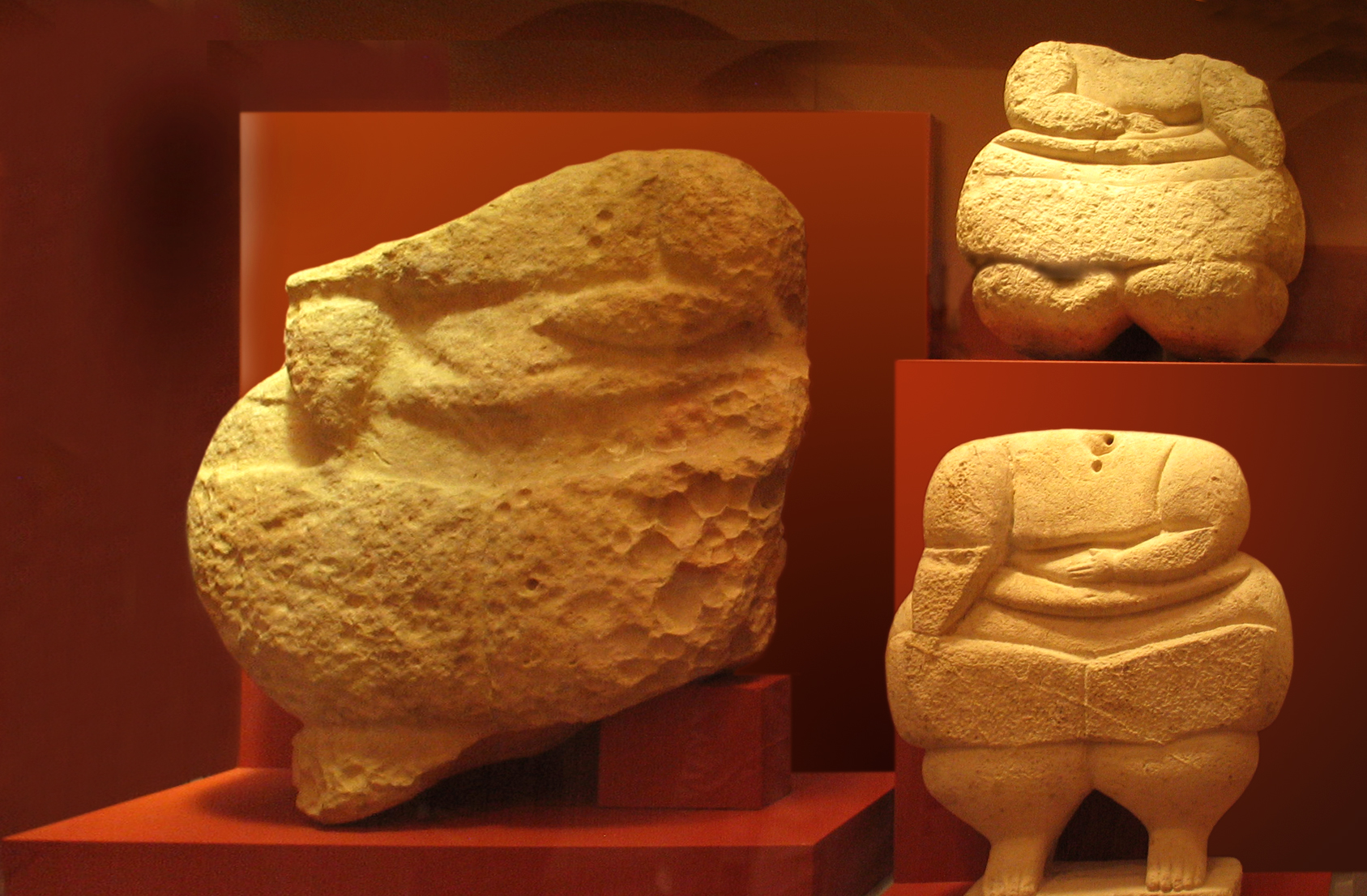
Figure umane formose da Ħaġar Qim ed esposte al museo

Queste sale mostrano esempi di architettura, rappresentazioni umane e altri oggetti dai periodi della preistoria maltese Mġarr, Ġgantija, Saflieni e Tarxien. I templi edificati in questi periodi sono considerati i primi monumenti a sé stanti, inseriti anche nella lista dei patrimoni dell'umanità.
Il museo ha in mostra numerose statuette rappresentanti figure umane dalle forme generose, ritrovati nei siti dei templi, assieme a rappresentazioni falliche. In passato le statue erano chiamate, tra gli altri nomi, Madre delle Dee, Donna Grassa, dei e sacerdoti, ma ora si ritiene che queste statue fossero asessuali e rappresentassero umani, senza considerare il genere sessuale. Le rappresentazioni variavano per dimensioni e forma, con la più grande alta 2,7 metri e la più piccola 4 millimetri.
La scoperta degli altari nei templi e delle rappresentazioni umane pingui suggerisce la presenza di qualche sorta di culto esistito nelle isole di Malta e Gozo nella preistoria. Data la corpulenza delle statue potrebbe essere che il culto fosse legato alla fertilità; essa in quel tempo doveva essere molto importante, in quanto significava crescita della famiglia, ma anche produzione di colture e presenza di animali.
La mostra include anche altari provenienti dai templi del periodo Tarxien, probabilmente utilizzati per sacrifici animali. Essi sono stati portati al museo per motivi di conservazione dei reperti.

### Mostre temporanee

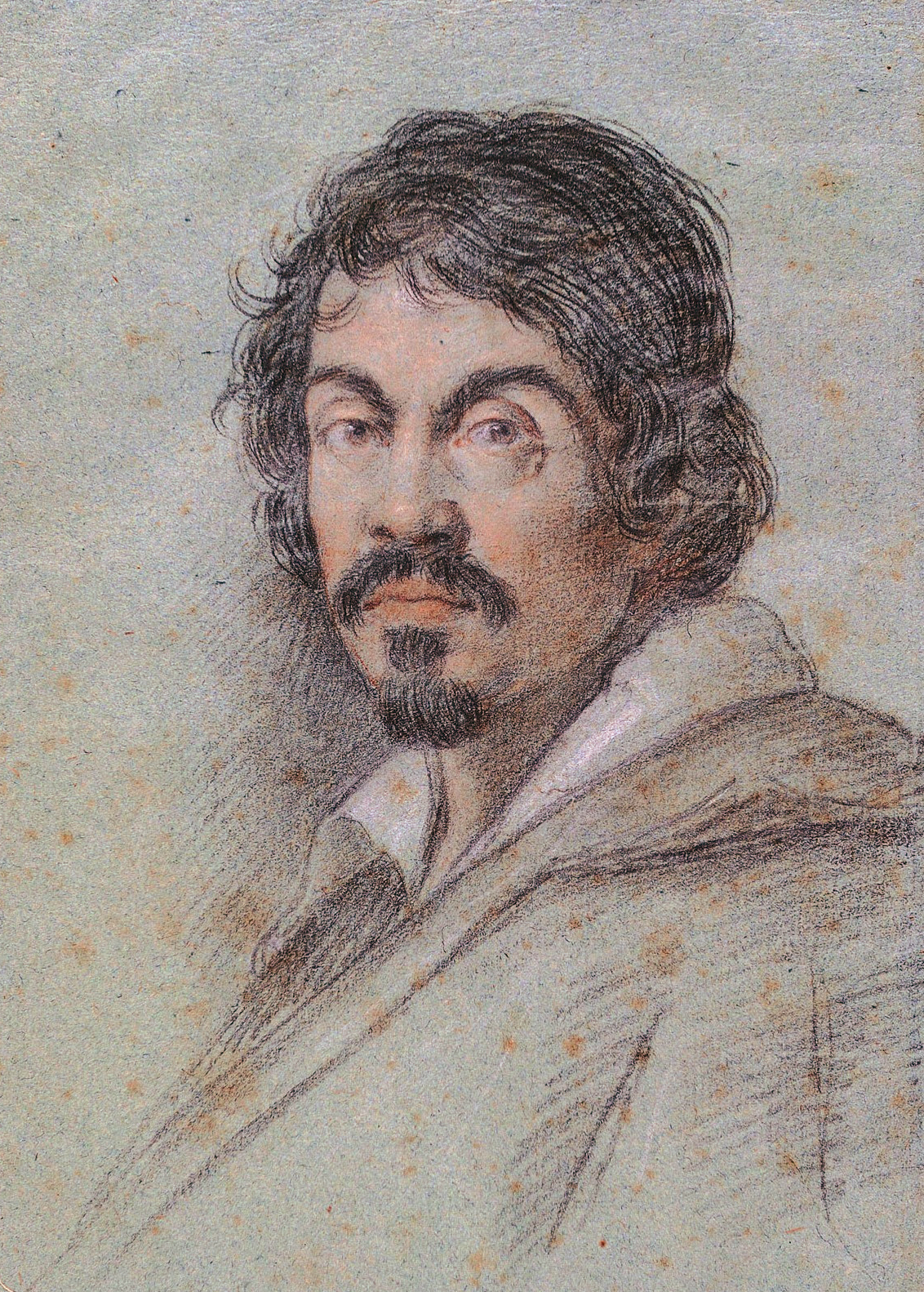
Dipinti di Caravaggio sono stati in mostra al Salone Grande nel 2007

Il Salone Grande al secondo piano occasionalmente tiene mostre temporanee di particolare interesse nazionale.
Tra le altre, ha recentemente tenuto le seguenti esposizioni:
- Guerrieri Silenziosi (Silent Warriors, in inglese), con la presenza di reperti provenienti dall'Esercito di terracotta del primo imperatore cinese, Qin Shi Huang (Marzo 2007);
- Caravaggio-L'Immagine del Divino, dove sono stati esposti capolavori originali di Caravaggio, attivo a Malta nei primi anni del XVII secolo;
- Progetti di Renzo Piano per la riqualificazione della Porta della Città della Valletta, per la Sede del Parlamento e per la Casa dell'Opera (luglio 2009);
- Alla Ricerca della Bellezza, un'esposizione di lavori dell'artista boemo dell'Art Nouveau Alfons Mucha.
[1]

## Progetti
Il museo prevede di aprire le gallerie del primo piano e di espandere le collezioni esistenti con reperti dell'età del bronzo, fenici, cartaginesi e romani.

## Orari
Il museo è aperto ogni giorno dalle ore 9:00 alle 17:00, con ultimo ingresso alle 16:30.
L'edificio è chiuso il Venerdì santo, la Vigilia di Natale, il Natale, la Notte di San Silvestro e il Capodanno.